# Дифузійний потенціал
Дифузі́йний потенціа́л (рос. диффузионный потенциал, англ. diffusion potential) — різниця електричних потенціалів на границі стикання двох електролітів, що виникає з різних рухливостей дифундуючих йонів. Для ідеального розбавленого розчину ΔΦ є інтегралом від ∇Φ по границі між двома областями з різними концентраціями. ∇Φ дається рівнянням:
∇Φ= (RT ∑Dizi∇ci) / (F ∑si2ci),
де Di — коефіцієнт дифузії молекулярної частинки i;
zi — зарядове число частинки i;
ci — концентрація молекулярної частинки i;
F — число Фарадея;
Т — термодинамічна температура;
R — газова стала.